# Nova Monte Verde
Nova Monte Verde är en kommun i Brasilien.   Den ligger i delstaten Mato Grosso, i den centrala delen av landet, 1 200 km nordväst om huvudstaden Brasília. Antalet invånare är 8 088.
Omgivningarna runt Nova Monte Verde är huvudsakligen savann. Trakten runt Nova Monte Verde är nära nog obefolkad, med mindre än två invånare per kvadratkilometer.